# 鏡

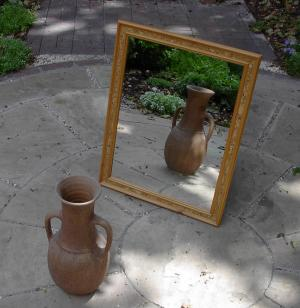
鏡（つぼや背後の植物が映る）

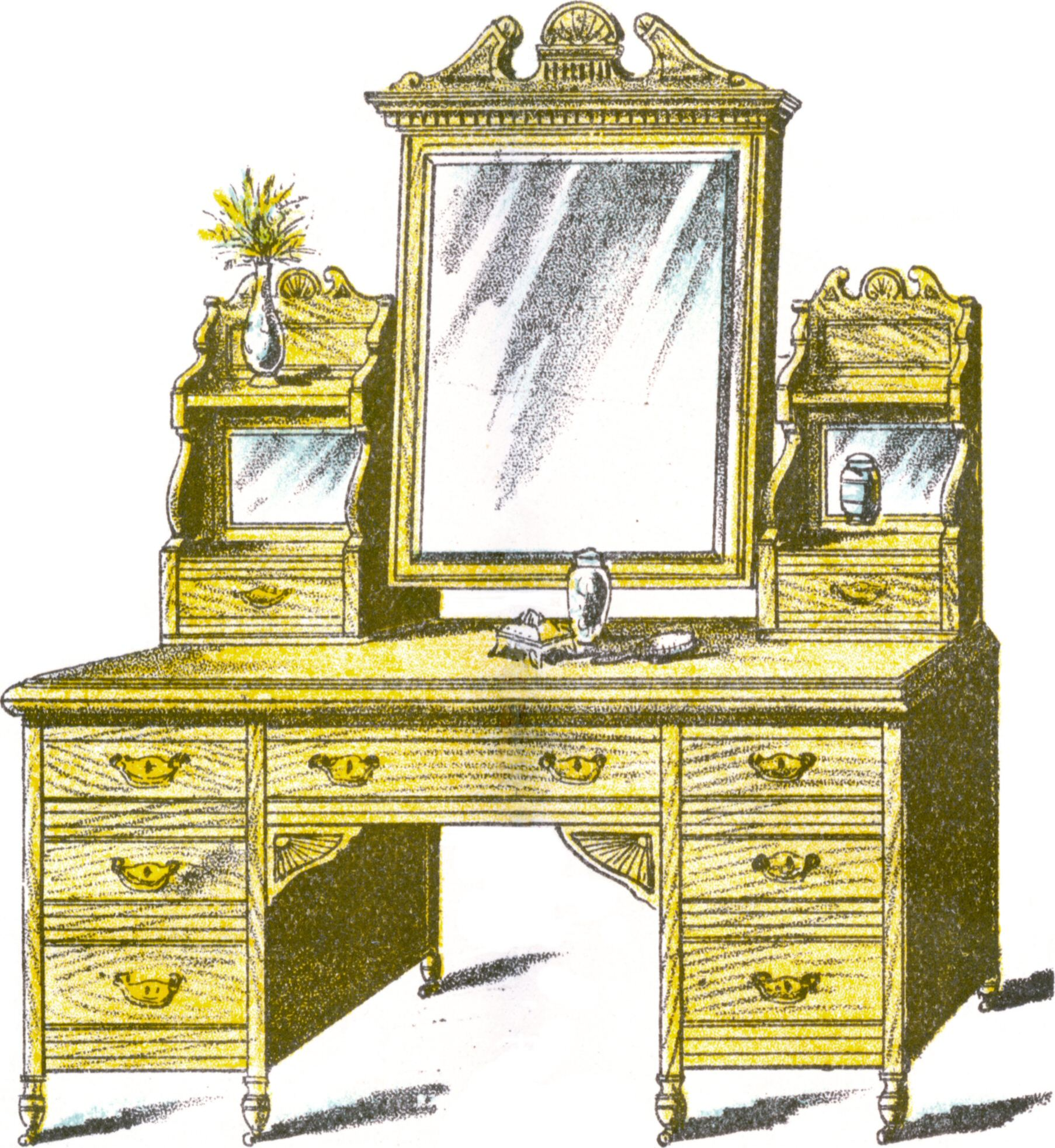
洋風の鏡台

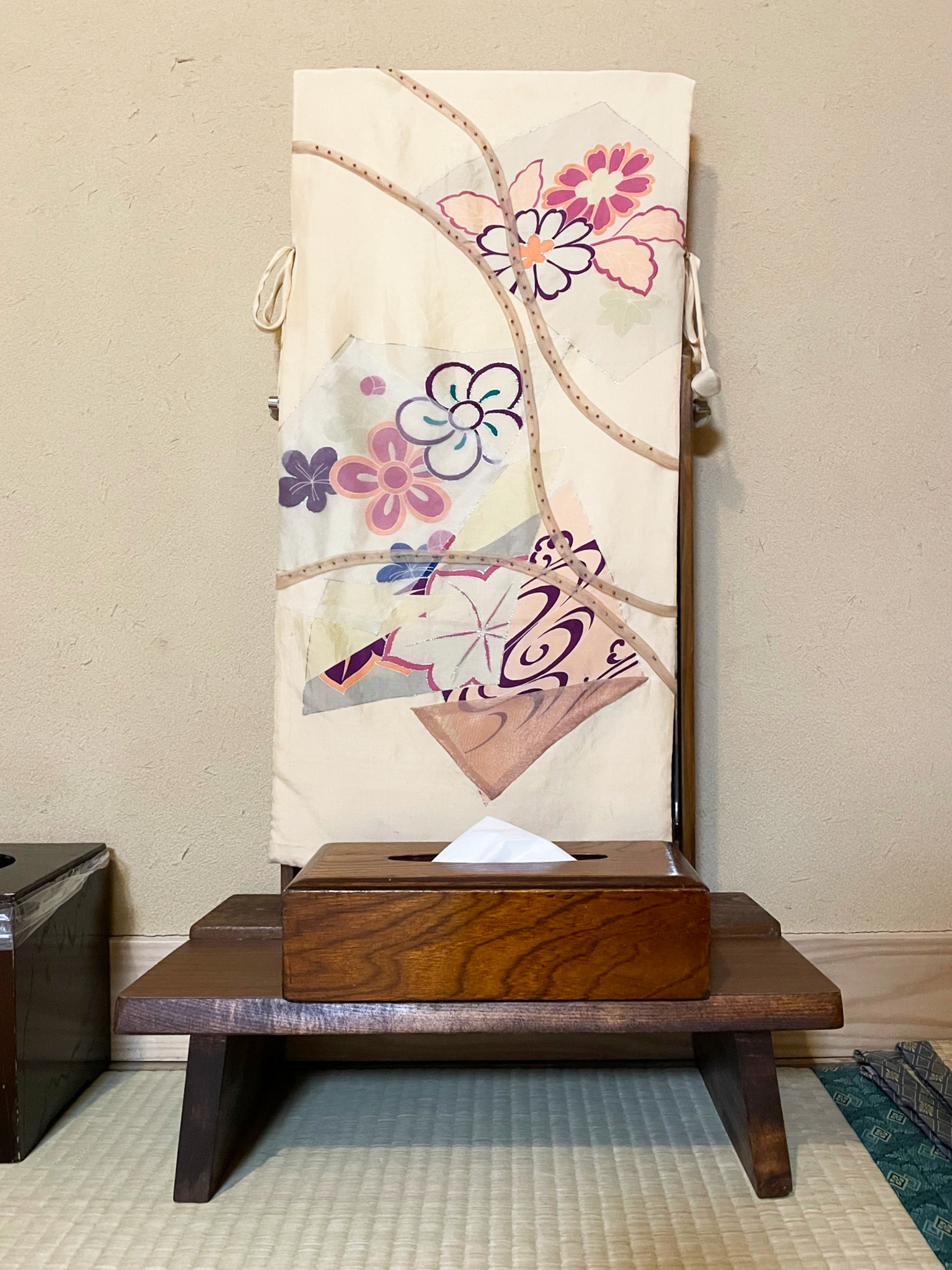
和式の鏡台

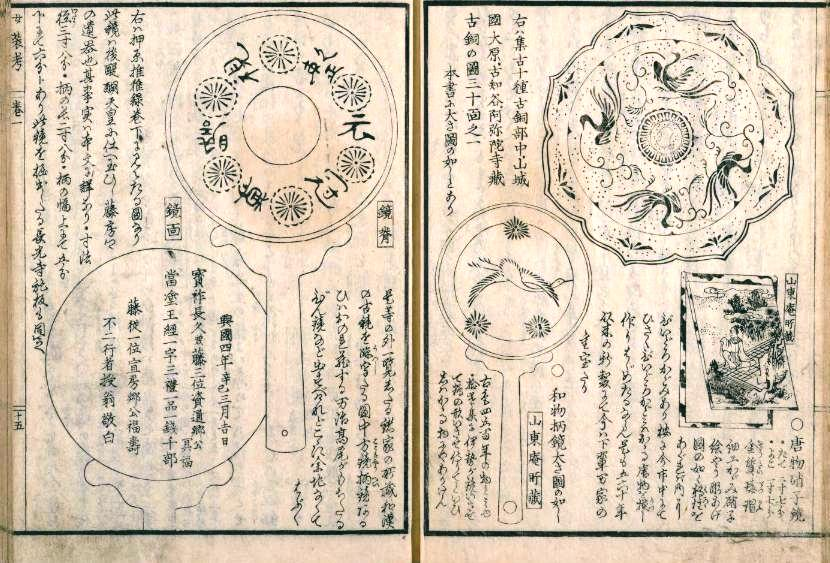
和鏡各種。『歴世女装考』より

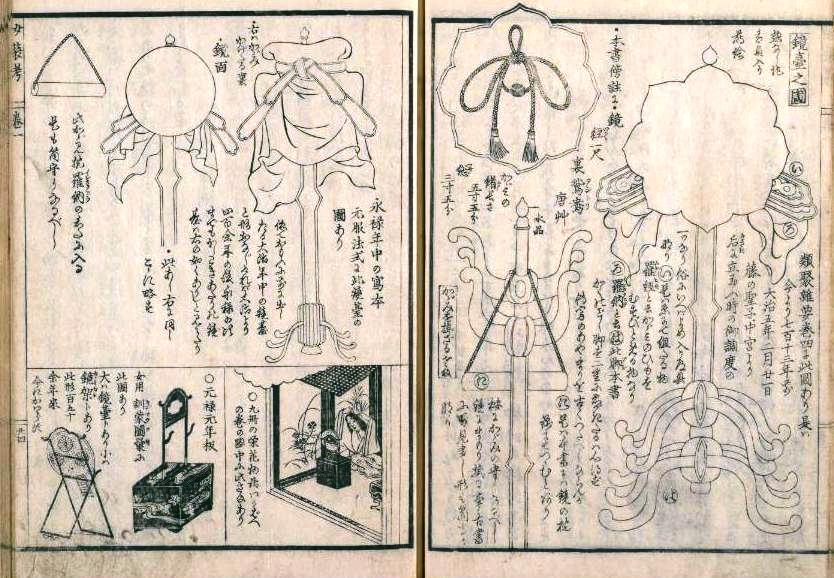
鏡台各種。『歴世女装考』より

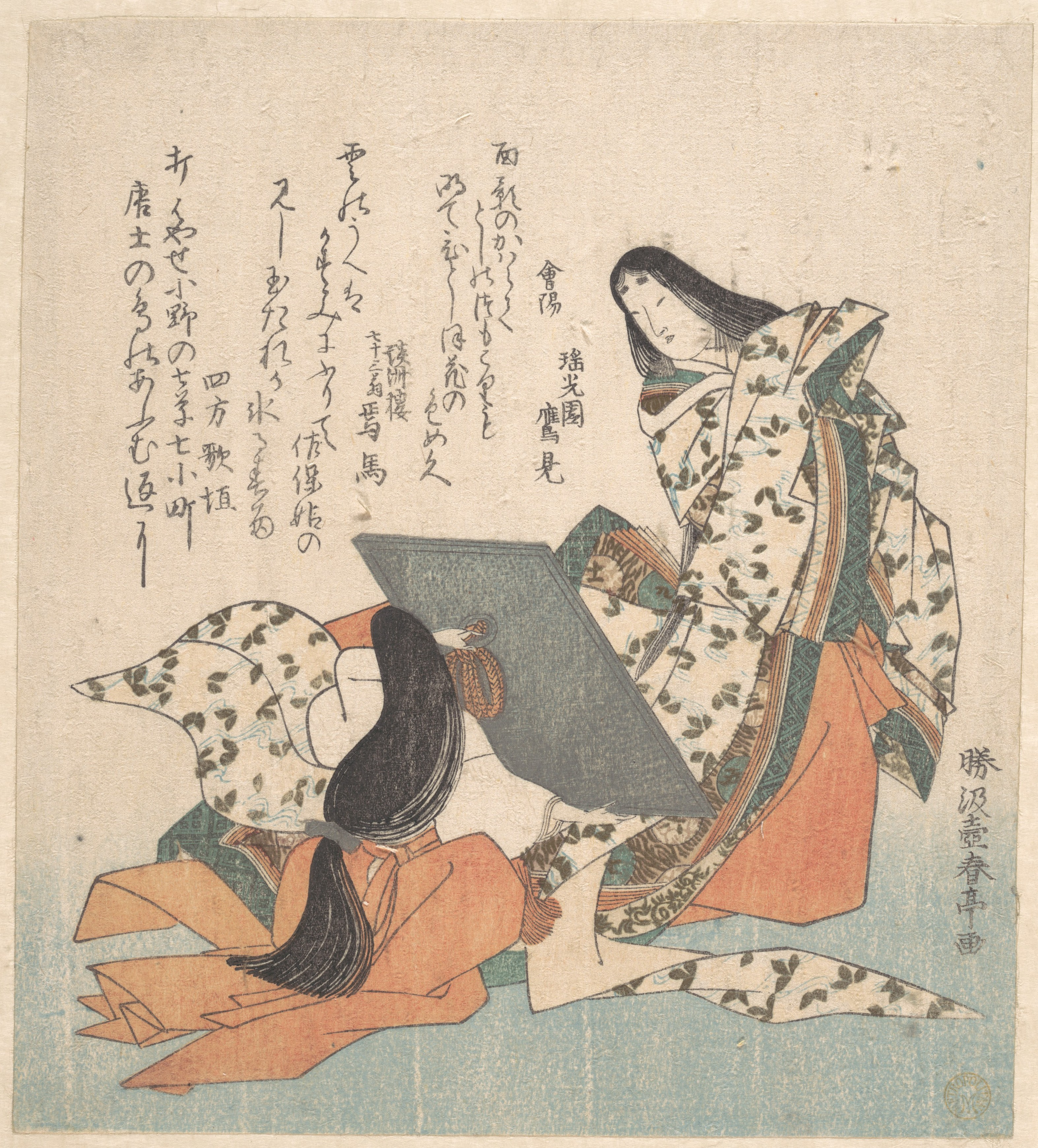
侍女がかざす姿見で着物の品定めをするの図。勝川春亭画

鏡（かがみ）は、通常、主な可視光線を反射する部分を持つ物体。また、その性質を利用して光を反射させる器具を指す。
光の反射には光が一方向にはね返る鏡反射と四方八方にはね返る乱反射があり、通常、鏡は鏡反射する滑らかな表面をもつ光をほぼ全反射するものをいう（特殊な鏡にはレフ板のような乱反射鏡もある）。
鏡に映る像は鏡像といい、これは左右が逆転しているように見えるものの、幾何学的に正確に言えば、逆転しているのは左右ではなく前後（奥行き）である。なお、これらの鏡像の発生原因を、自分が鏡に向き合ったとき、自分の顔の左側から出た光線および顔の右側から出た光線が、それぞれ鏡に反射した後、それら両方の反射光線が、いずれも右目に入射する時の、両光線の相互の位置にて説明できるとする見解がある。

## 概要
古くは金属板を磨いた金属鏡が作られた。大量生産されるようになった鏡の多くはガラスの裏面を金属面にしたもので裏面鏡という。裏面鏡は金属面がガラスの内側にあるので傷みにくいが、鏡の裏側で反射する構造になっているため表面での光の反射の影響を受けてしまい像に多少のブレがある。一方、光学器械に使用される鏡は光を正確な位置に反射させる必要があるため金属やガラスの表面で光が反射するようにした表面鏡である。
鏡には、鏡台、姿見、壁掛け鏡、卓上立て鏡のような形態がある。
化粧のために手鏡を立てかける台、もしくは鏡を取り付けられた台を鏡台（かがみだい、きょうだい）と呼び、どちらも多くは化粧品などを納める引き出しが付いている。鏡を取り付けられた鏡台の場合、その鏡は手鏡よりは大きな鏡だが、姿見ほど大きくはない。
鏡台は東洋、西洋どちらにもあり、日本では明治以降、徳島県が大産地となって「阿波鏡台」と呼ばれた。大きな鏡を取り付けた洗面化粧台が増え、独立した鏡台の需要は減少している。
人が自らの全身を映す大型の鏡を姿見（すがたみ）と称する。主に身なりを整えたり、着こなしを確認したりするために使う。多くは縦に長い長方形となっている。個人宅だけでなく、購入を考えている衣服を身体にあてて見るため、衣料品販売店に多く置かれている。カーテンで仕切られた小部屋内に姿見がついたフィッティングルーム（試着室）もある。
手に持って使う鏡を手鏡と呼ぶ。

## 鏡の形状

### 平面鏡
一般的な鏡は平面の形をしており、これを平面鏡という。
平面鏡は1方向からの像のみを写すので、立体の正面は見えても側面は写さない。このため、複数の鏡を組み合わせることも行われる。いわゆる鏡台は普通三面鏡になっている。

### 凹面鏡・凸面鏡
鏡面が凹面にあるものを凹面鏡、鏡面が凸面にあるものを凸面鏡という。
球を切り取ったような曲面をもつ球面鏡に対して、球面ではない曲面をもつ鏡を非球面鏡という。非球面鏡には反射望遠鏡に用いられる放物面鏡などがある。

## 鏡の歴史

### 技術的変遷
最初の鏡は、水溜りの水面に自らの姿形などを映す水鏡であったと考えられる。その後、石や金属を磨いて鏡として使用していたことが遺跡発掘などから分かっている。
古くは、チャタル・ヒュユク遺跡から、黒曜石を磨いた石板の鏡が出土している。
続いて、金属板を磨いた金属鏡が作られ、多くは青銅などを用いた銅鏡であったが、後に錫めっきを施されるようになった（表面鏡）。現存する最古の金属鏡は、エジプトの第6王朝（紀元前2800年）の物。以来、銅・錫およびそれらの合金を磨いたもの、および水銀が鏡として用いられる。
東アジアでは、中国の銅鏡史で、約4千年前の「斉家文化期」（新石器時代）が古く、殷・周代を経て、春秋戦国時代になると華南地方を中心に大量に生産・流通することとなる。中国鏡の日本への渡来は弥生時代中期から確認される（日本での金属鏡の始まりは前2世紀前後）。日本では、紀元前2世紀から後16世紀（弥生期から桃山期）までの約1800年間を「古鏡の時代」と区分・分類している。
現代の一般的な鏡はガラスの片面にアルミニウムや銀などの金属のめっきを施し、さらに酸化防止のため銅めっきや有機塗料などを重ねたものである（裏面鏡）。
1317年にヴェネツィアのガラス工が、錫アマルガムをガラスの裏面に付着させて鏡を作る方法を発明してから、ガラスを用いた反射の優れた鏡が生産されるようになった。これはガラスの上にしわのない錫箔を置き、その上より水銀を注ぎ、放置して徐々にアマルガムとして密着させ、約1ヶ月後に余分の水銀を流し落として、鏡として仕上げるという手間のかかるものであった。
1835年にドイツのフォン・リービッヒが現在の製鏡技術のもととなる、硝酸銀溶液を用いてガラス面に銀を沈着させる方法（銀鏡反応）を開発し、以来、製鏡技術は品質、生産方法共に改良され続けてきた。
今では、鏡は高度に機械化された方法で大量生産され、光沢面保護のための金属めっきや塗料の工夫により飛躍的に耐久性が向上したが、ガラスの裏面を銀めっきした鏡である点は19世紀以来変わらない。これは、銀という金属は可視光線の反射率（電気伝導率および熱伝導率に由来する）が金属中で最大のためである。
一応アルミを利用する例もあるが、銀に比べ反射率が若干劣る。ガラスなどに蒸着させず単体で用いたものは割れず軽い上に強度に優れるが映りが劣る。
ガラスを使う鏡の他に、ポリエステルなどのフィルムの表面に金属を蒸着し、可搬性や安全性を高めたものもある。

### 鏡と人間、動物の認識

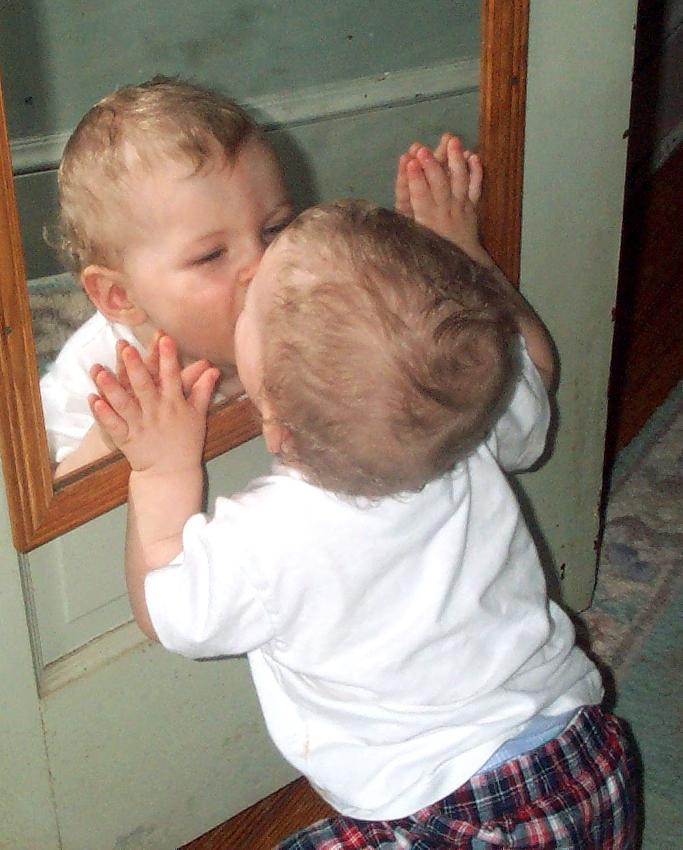
ヒトは鏡に映った自分を認識できる

鏡の起源は人類と同じほど古い。最古のそれは水鏡（水面）に遡るからである。鏡に映る姿が自己であることを知るのは、自己認識の第一歩であるとされる。鏡によって、初めて人は自分自身を客観的に見る手段を得た。
鏡に映った自分を自分と認識できる能力を「自己鏡映像認知能力」と呼ぶ。自己鏡映像認知能力の有無は動物の知能を測るための目安となる。チンパンジーなどにおいては、鏡に映る姿を自分自身として認識し、毛繕いのときに役立てるという。チンパンジーのように鏡を利用するまで至らないが、自己鏡映像認知能力がある動物として類人猿のほか、イルカ、ゾウ、カササギ、ヨウム、ブタ等が挙げられる。ミラーテストも参照。
鏡に映像が「映る」という現象は、古来極めて神秘的なものとして捉えられた。そのため、単なる化粧用具としてよりも先に、祭祀の道具としての性格を帯びていた。鏡の面が、単に光線を反射する平面ではなく、世界の「こちら側」と「あちら側」を分けるレンズのようなものと捉えられ、鏡の向こうにもう一つの世界がある、という観念は通文化的に存在し、世界各地で見られる。
水鏡と黒曜石の石板鏡と金属鏡しかなかった時代・古代の哲学などにおいては、鏡像はおぼろげなイメージに過ぎないとされた。一方、近代になり、ガラス鏡が発達すると、シュピーゲル（ドイツ語）やミラー（英語）という名を冠する新聞が登場するようになる。これは、「鏡のようにはっきりと世相を映し出す」べく付けられた名称である。
鏡は鑑とも書き、このときは人間としての模範・規範を意味する（例として、『史記』には、「人を鑑とする者は己の吉凶を知る（人を手本とする者は自分の将来も知る）」と記される）。手本とじっくり照らし合わせることを＊＊に鑑みる（＊＊にかんがみる）というのも、ここから来ている。また日本語でも「鏡」と望遠鏡、拡大鏡などが同じ鏡という字を用いているし、英語のグラスもまた、ガラス、レンズだけでなく、鏡の意味も持つ。

### 鏡を首から提げるアイヌの女性
アイヌの女性は、シトキと呼ばれる丸い鏡を首から提げていたことが知られている（ネックレス#日本も参照）。
なお、鏡を意味するシトキの称は、『和漢三才図会』巻十九にも見える。日本人の歴史としては比較的新しい時代に位置する天武天皇4年に、「しとき」という丸い餅を捧げることが定められたと記されており、そこには「しとき」を称して「御鏡是也」とある。

## 鏡と食事に関する研究
食事は1人より誰かと一緒の方がおいしく感じるものだが、鏡に映った自分を眺めながらでもおいしく感じ、食べる量も増えるという研究結果を、名古屋大大学院情報学研究科の中田龍三郎研究員（認知科学）らの研究チームがまとめた。研究チームは20歳から23歳の大学生男女と、65歳から74歳の高齢者男女16人ずつを対象に実験。小部屋の中で、上半身が映る鏡を前にしたときと、壁の画像が映ったモニターを前にしたときで、ポップコーンの味をどう感じるか比べた。塩とキャラメルの2種類の味でおいしく感じた度合いを五点満点で答えてもらったところ、大学生、高齢者ともに、どちらの味でも鏡を前にしたときが平均値で0.37～0.69点、高かった。食べた量も鏡の方が、壁の画像より1割から4割多かった。研究チームの川合伸幸准教授は「狩猟採集時代が長かった人類にとって、食事は仲間と分け合うもので、孤食は最近まで無かった」と指摘し、人間は本能的に誰かと一緒の食事を好むと推測。「実際に他人と一緒でなくても、鏡に映った自分を見て、人の存在の気配を感じるだけでおいしく感じるのではないか」と話した。研究成果は米科学誌電子版に掲載された。

## 鏡が重要な役割を示す作品

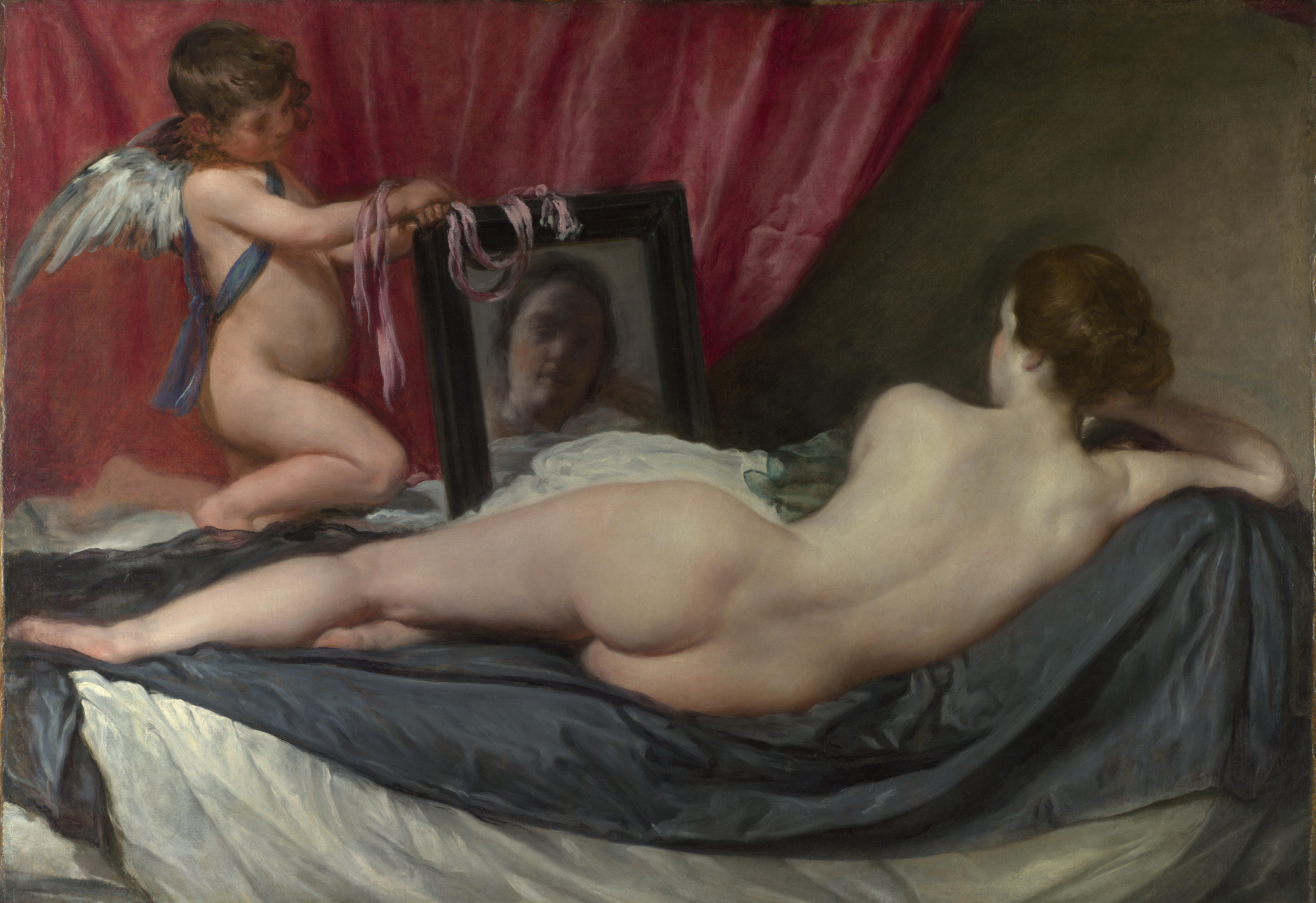
ディエゴ・ベラスケス
『鏡のヴィーナス』

水面を鏡にみたてたナルキッソスの逸話に始まり、古くから文学や絵画などの文化生産物にとって鏡のモチーフは重要であった。特にロマン主義と鏡の関わりは深い。

### 鏡の中の世界を描いた作品
現実に近い（左右などが逆なだけの）パラレルワールドとして描写されるほか、全くの別世界として登場する場合もある。鏡像が、実像を乗っ取るといった物語が書かれることも多い。
- 鏡の国のアリス - ルイス・キャロルの小説
- ミラーマン - 特撮作品
- ドラえもん のび太と鉄人兵団 - 藤子・F・不二雄の漫画
- 学校の怪談3 - 学校の怪談の映画シリーズの一作
- 仮面ライダー龍騎 - 特撮作品仮面ライダーシリーズの一作
- 星のカービィ 鏡の大迷宮 - コンピュータゲーム星のカービィシリーズの一作

### 鏡が重要なアイテムとして登場するその他の作品
- 白雪姫 - グリム童話として知られる童話
- ひみつのアッコちゃん - 赤塚不二夫の漫画
- 松山鏡 - 古典落語の演目
- 鏡地獄 - 江戸川乱歩の小説
- 仮名手本忠臣蔵七段目
- ハピネスチャージプリキュア! - プリキュアシリーズの1作
- 鏡は眠らない - 呪われたキリシタンの鏡をめぐるテレビドラマ
- 星のカービィトリプルデラックス - 先述の鏡の大迷宮に通じる場面がある。
- サーカス - チャールズ・チャップリンの映画[16]
- マルクス兄弟デパート騒動（英語版） - マルクス兄弟の映画[17]

## メーカー
- エムアンドジーキタデ
- クヌギザ
- コミー
- ヤマムラ